# Irina Ionesco
Irina Ionescu (n. 3 septembrie 1930, Paris, Île-de-France, Franța – d. 25 iulie 2022, Paris, Métropole du Grand Paris, Franța) a fost o artistă fotografă franceză.

## Biografie
Părinții săi erau emigranți români. Și-a petrecut tinerețea în România, la Constanța, înainte de a se stabili definitiv în Franța. Înainte de a descoperi fotografia a călătorit și a pictat. Lucrările sale sunt descrise ca erotice.
Expoziția sa de la Nikon Gallery (Paris), din 1974, a atras puternic atenția. Din acest moment este publicată în numeroase magazine și albume și expune în galerii din întreaga lume.
Irina Ionescu este cunoscută mai ales datorită fotografiilor sale care o au ca protagonistă pe fiica sa Eva Ionesco. Nudurile pe care le-a creat cu aceasta au provocat numeroase controverse artistice dar mai ales datorită posturilor erotice în care a pus-o pe fiica sa neaflată încă la vârsta maturității.
Cea mai mare parte a operelor Irinei reprezintă femei savant îmbrăcate, încărcate de bijuterii, mănuși și alte accesorii, însoțite de obiecte simbolice ca eșarfe, coliere și alte simboluri fetișiste, pozând într-o manieră provocatoare, seminude, oferindu-se ca obiecte sexuale.

## Opere publicate
- Liliacées langoureuses aux parfums d’Arabie (1974)
- Femmes sans tain (1975)
- Nocturnes (1976)
- Litanies pour une amante funèbre (1976)
- Le temple aux miroirs (1977) ISBN 0-686-54740-3
- Cent onze photographies érotiques (1980)
- Le divan (1981)
- Les Passions (1984) ISBN 2-903901-05-8
- The eros of Baroque (1988)
- Les immortelles (1991) ISBN 2-85949-128-7
- Egypte chambre noire (1991)
- Méditerranéennes (1991, with Elisabeth Foch) ISBN 2-85949-124-4
- Kafka ou le passant de Prague (1992) ISBN 2-7107-0483-8
- TransEurope (1994)
- Metamorphose de la Medusa (1995; model Hiromi Koide)
- Nudes (1996) ISBN 3-908162-52-1
- Eva: Eloge De Ma Fille (2004) ISBN 0-9727073-1-X
- L'œil de la poupée (2004; cu Marie Desjardins) ISBN 2-7210-0485-9
- R (2004) ISBN 4-309-90604-4
- Le Japon Interdit (2004) ISBN 2-9523045-0-5
- Master Set, Edition YNOX Paris (2014)
- Sylvia Kristel, Edition YNOX Paris (2014)